# Dicranota mikiana
Dicranota mikiana är en tvåvingeart som beskrevs av Paul Lackschewitz 1940. Dicranota mikiana ingår i släktet Dicranota och familjen hårögonharkrankar. Inga underarter finns listade i Catalogue of Life.